# Kungstornen

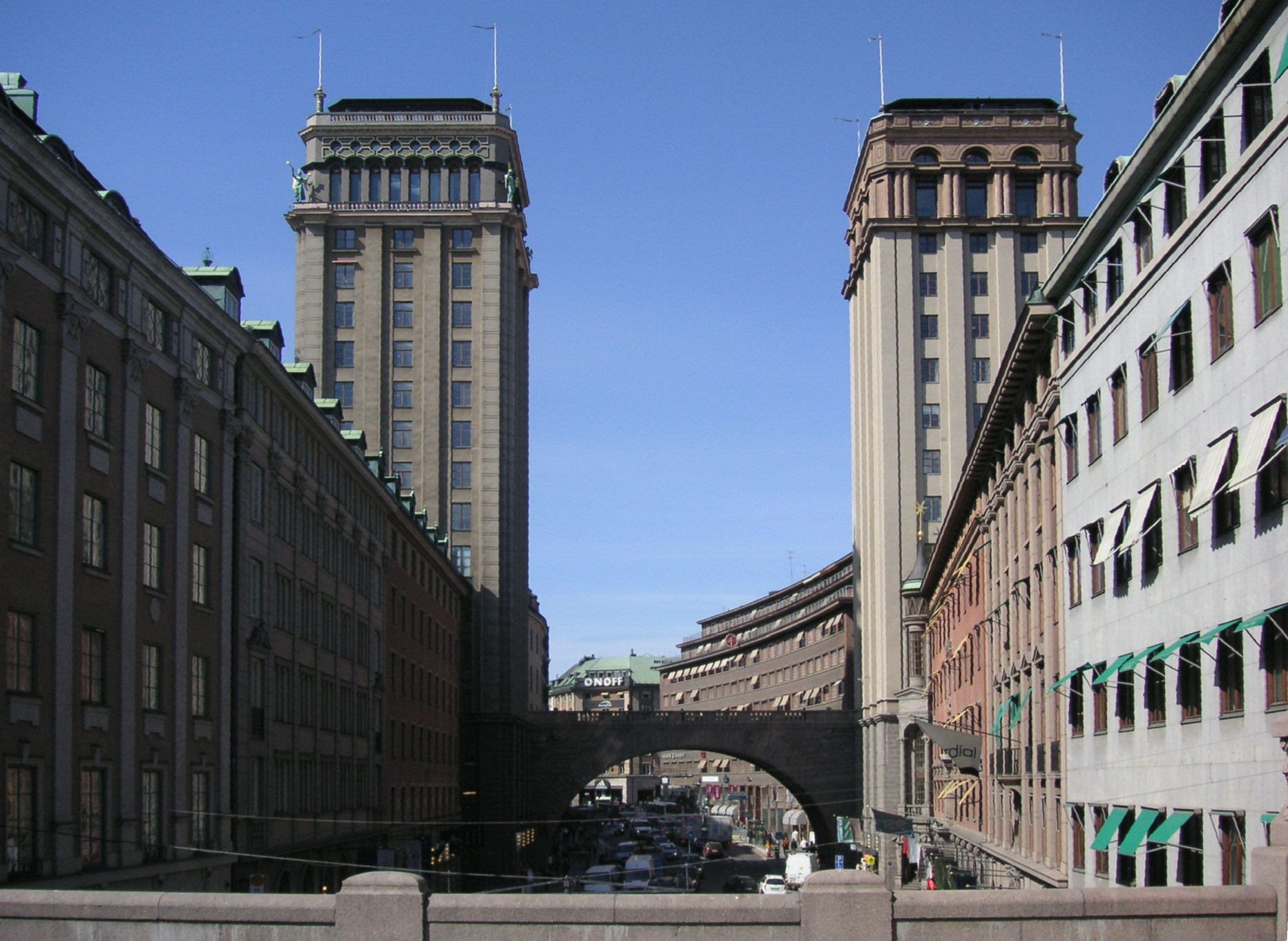
La tour sud (à gauche) et la tour nord.

Kungstornen (les tours du roi) sont deux tours jumelles situées de part et d'autre de la rue Kungsgatan dans le quartier Norrmalm au centre de Stockholm en Suède. Chacune des tours mesure 60 mètres de haut et compte 16 étages. Inaugurées en 1924 et 1925, elles sont alors les plus hauts bâtiments de Suède. Elles deviennent ainsi l'un des symboles du panorama urbain de Stockholm, mis en valeur la nuit par des projecteurs et des jeux de lumière.

## Contexte
La rue Kungsgatan est inaugurée en 1911 après six années de travaux. Il a en effet fallu creuser dans l'esker qui divise en deux le quartier de Norrmalm. La rue Malmskillnadsgatan, qui marque la crête de l'esker, est située 16 mètres plus haut. Perpendiculaire à la rue Kungsgatan, elle l'enjambe via un pont, également inauguré en 1911. Au moment de cette inauguration, il n'y a aucun bâtiment de part et d'autre de l'ouvrage, seulement des talus.
En 1915, l'architecte Sven Wallander présente, à l'initiative de la communauté Saint-Eric, un projet constitué de deux tours situées aux deux extrémités du pont. Dans ce premier projet, les tours sont érigées directement au-dessus des culées, la rue Malmskillnadsgatan leur passant au travers via des voûtes aménagées à cet effet. Après plusieurs amendements, la proposition est finalisée en 1919 dans le cadre d'un plan d'aménagement urbain. Les tours sont finalement positionnées immédiatement à l'est du pont. Les deux parcelles de terrain sont vendues au constructeur immobilier Contraktor (tour nord) et à la compagnie générale des téléphones de Stockholm (tour sud).

## Tour nord

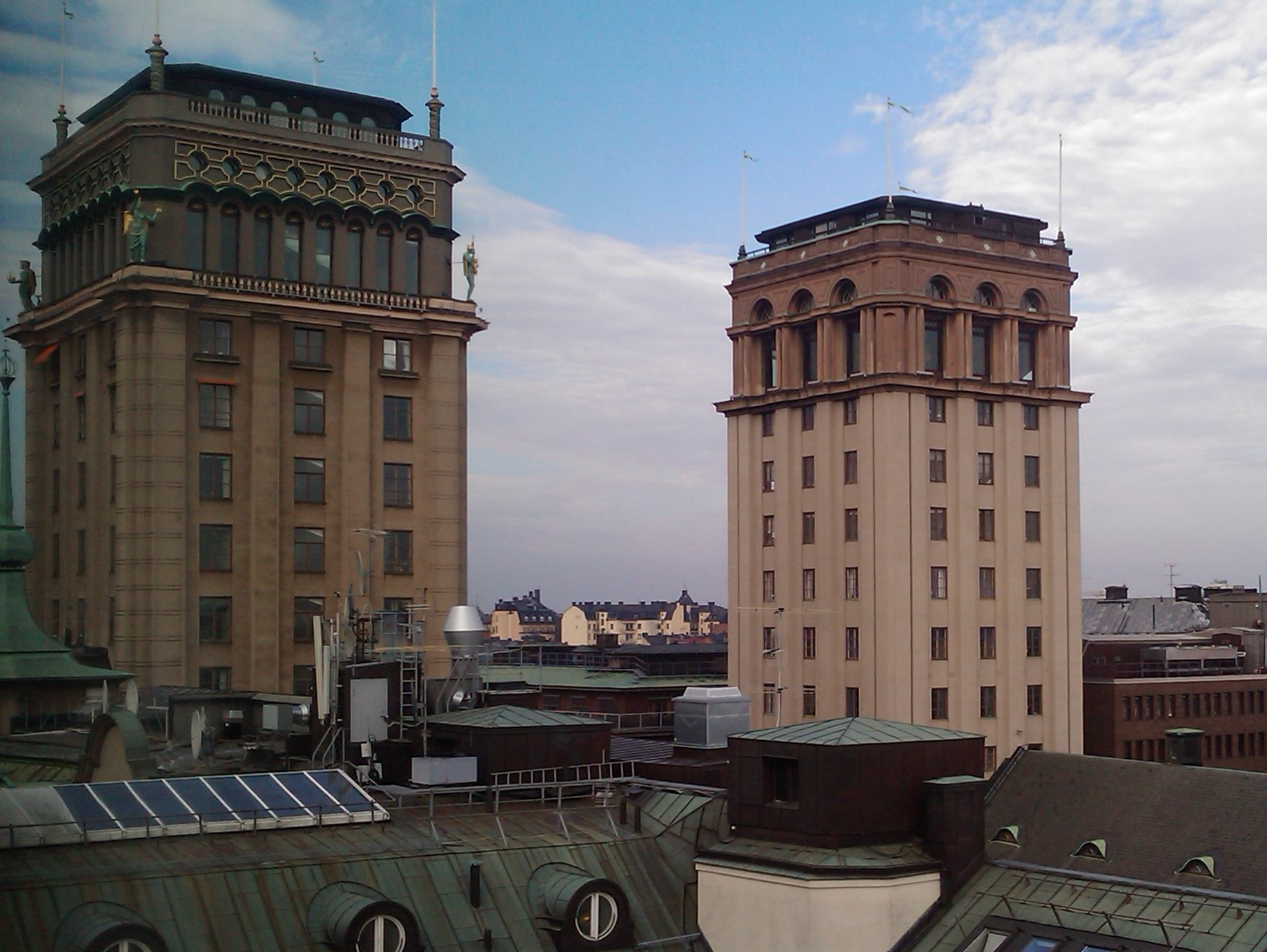
La tour nord (à droite) et la tour sud.

C'est Sven Wallander lui-même qui travaille à partir de 1919 sur le projet de la tour nord. Dans ce cadre, il entreprend en 1920 un voyage d'étude à New York. Le résultat en est un édifice qui s'inspire directement de l'architecture du Lower Manhattan de l'époque, avec notamment une division en trois parties verticales : socle, corps et couronnement. Lorsque les travaux s'achèvent en 1924, c'est le premier bâtiment de ce type en Europe.
La structure porteuse de la tour est constituée de piliers en béton armé. Les façades, qui ne sont pas porteuses, sont composées de parpaings, et recouvertes d'un enduit de couleur claire. Leur structure, qui se veut emblématique de la construction, se caractérise par un marquage vertical puissant. Selon les propres termes de Sven Wallander, l'ambition est de « révéler les forces sous-jacentes » du bâtiment. La partie basse de l'édifice se confond avec le revêtement en granit du pont. 
Les artistes Eric Grate et Carl-Oscar Avén sont chargés de la réalisation des sculptures du bâtiment. Au sommet de la tour, on trouve tout d'abord un restaurant appelé Babel, équipé d'une terrasse. Plus tard, une discothèque, le Blue Heaven, s'y installe. Le photographe K.W. Gullers y créera aussi son atelier.
Dans son étude consacrée aux bâtiments construits à Stockholm dans les années 1916 à 1940, l'architecte en chef de la ville de Stockholm Sigurd Westholm décrit la tour nord en ces termes :
« La contribution de la tour au panorama urbain est particulièrement remarquable en soirée, lorsque sa couronne brille des feux du restaurant Babel et de sa terrasse, d'où l'on peut admirer la ville et ses environs. »

## Tour sud

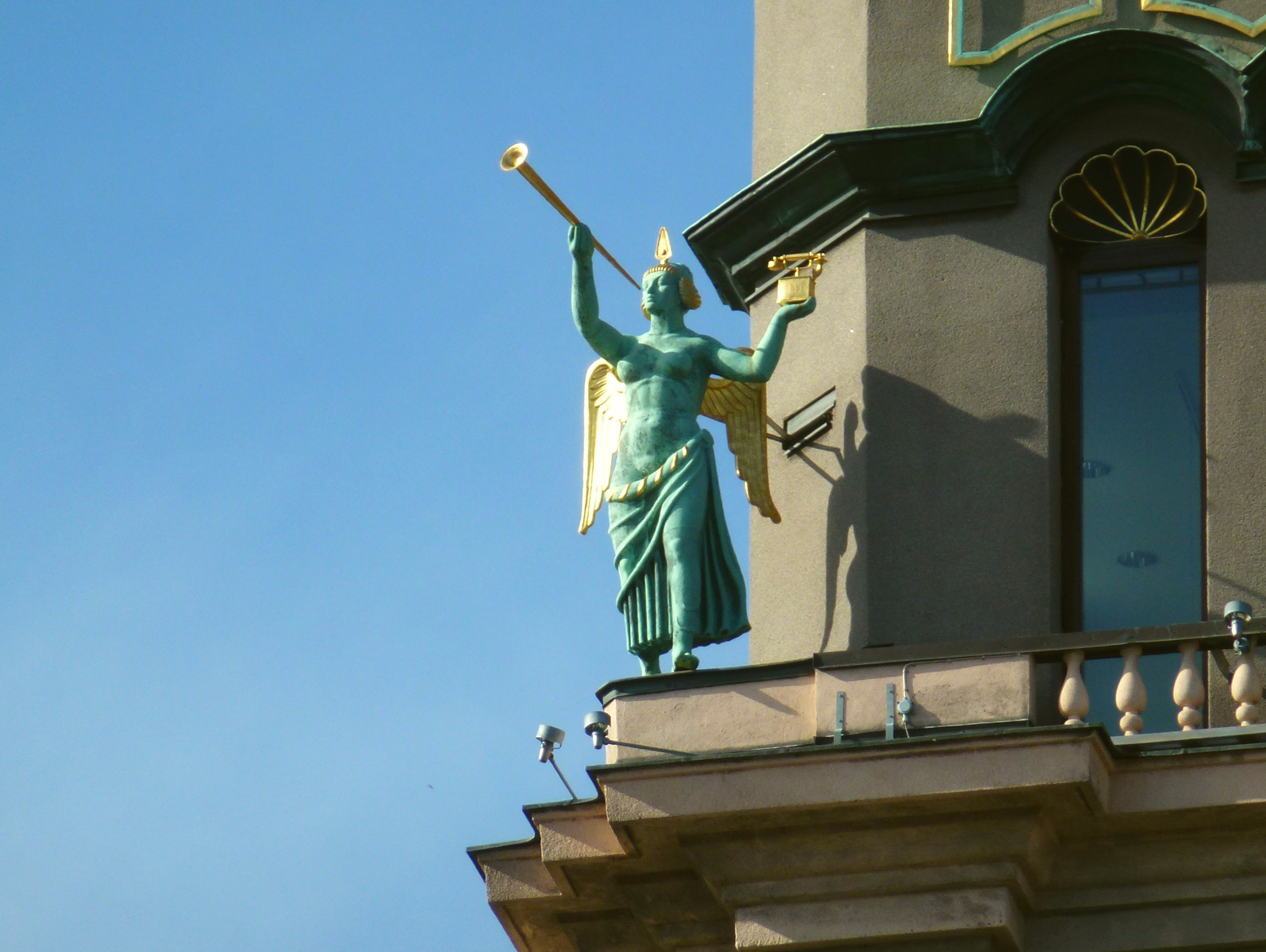
La statue de Victoire tient dans sa main gauche un téléphone de marque Ericsson.

La tour sud est érigée au numéro 33 de la rue Kungsgatan en 1925. Dessinée par Ivar Callmander, elle est ornée des statues de quatre dieux de la mythologie romaine : Fortuna, Mercure, Neptune et Victoire, œuvres du sculpteur Aron Sandberg. Le premier propriétaire de la tour est Lars Magnus Ericsson, fondateur de la compagnie de téléphonie Ericsson, qui y installe son siège social. On remarque du reste que la statue de Victoire tient dans sa main gauche un téléphone doré, sur lequel sont inscrites les initiales LME.
La structure est réalisée en béton armé, et les murs externes sont formés de blocs de béton cellulaire. Jusqu'en 1963, un restaurant appelé Pagod occupe le sommet de la tour. Il s'agit d'un établissement géré par l'Armée du salut, dans lequel la consommation d'alcool est proscrite. La décoration intérieure, d'inspiration chinoise, est là encore signée Aron Sandberg.
« Ainsi fut complétée la plus importante et la plus remarquable contribution au panorama urbain de la capitale. »

## Galerie

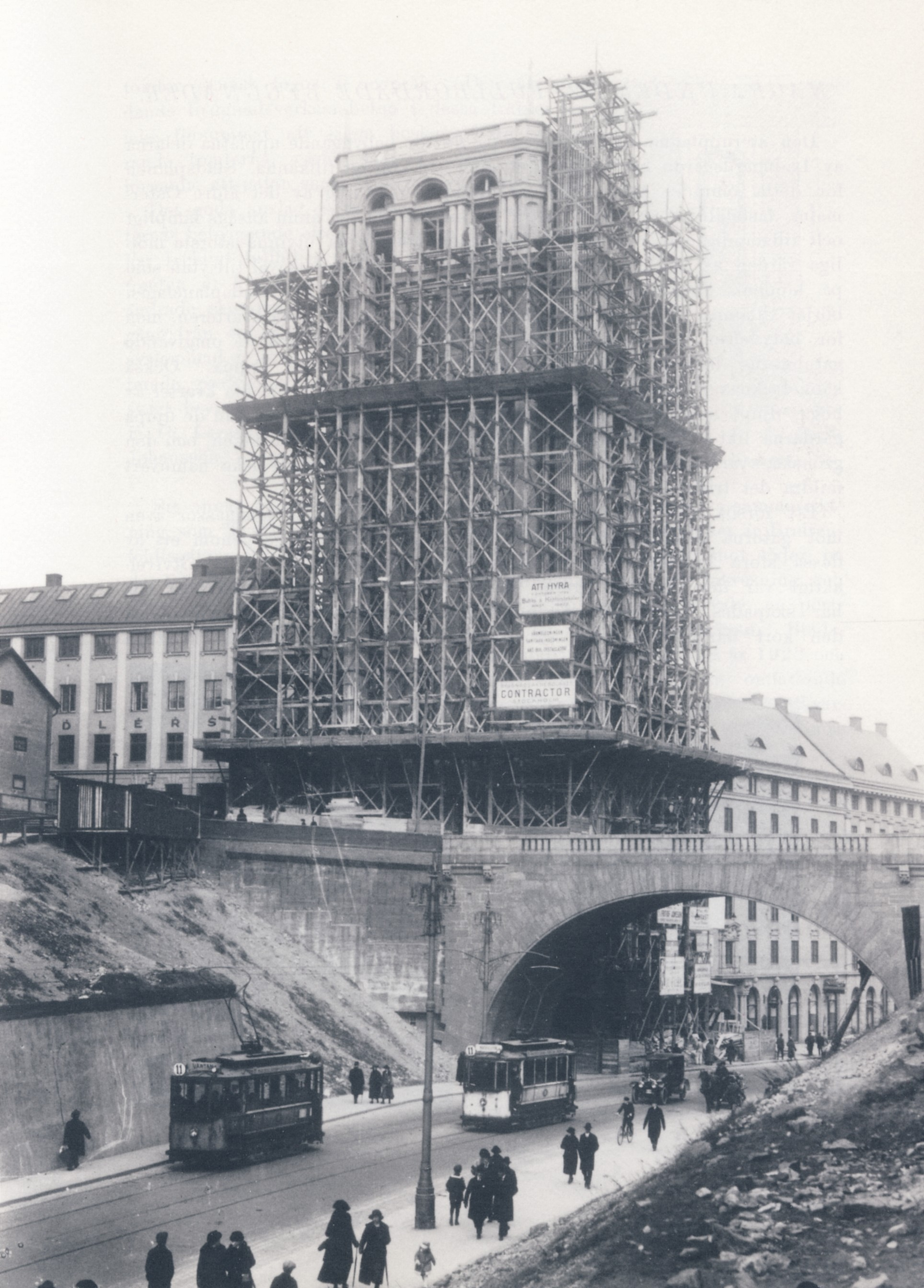
Construction de la tour nord en 1923.
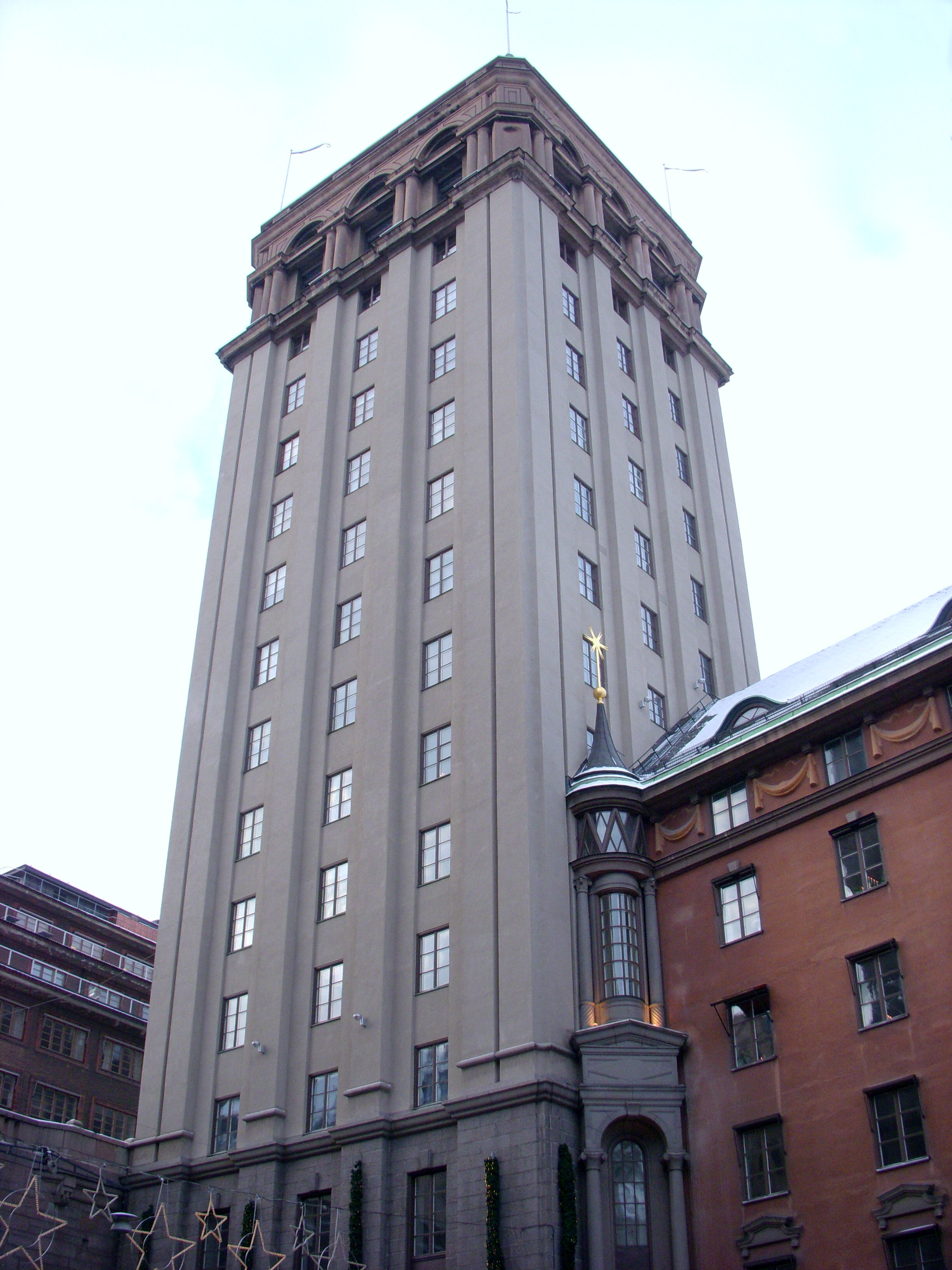
La tour nord en 2010.
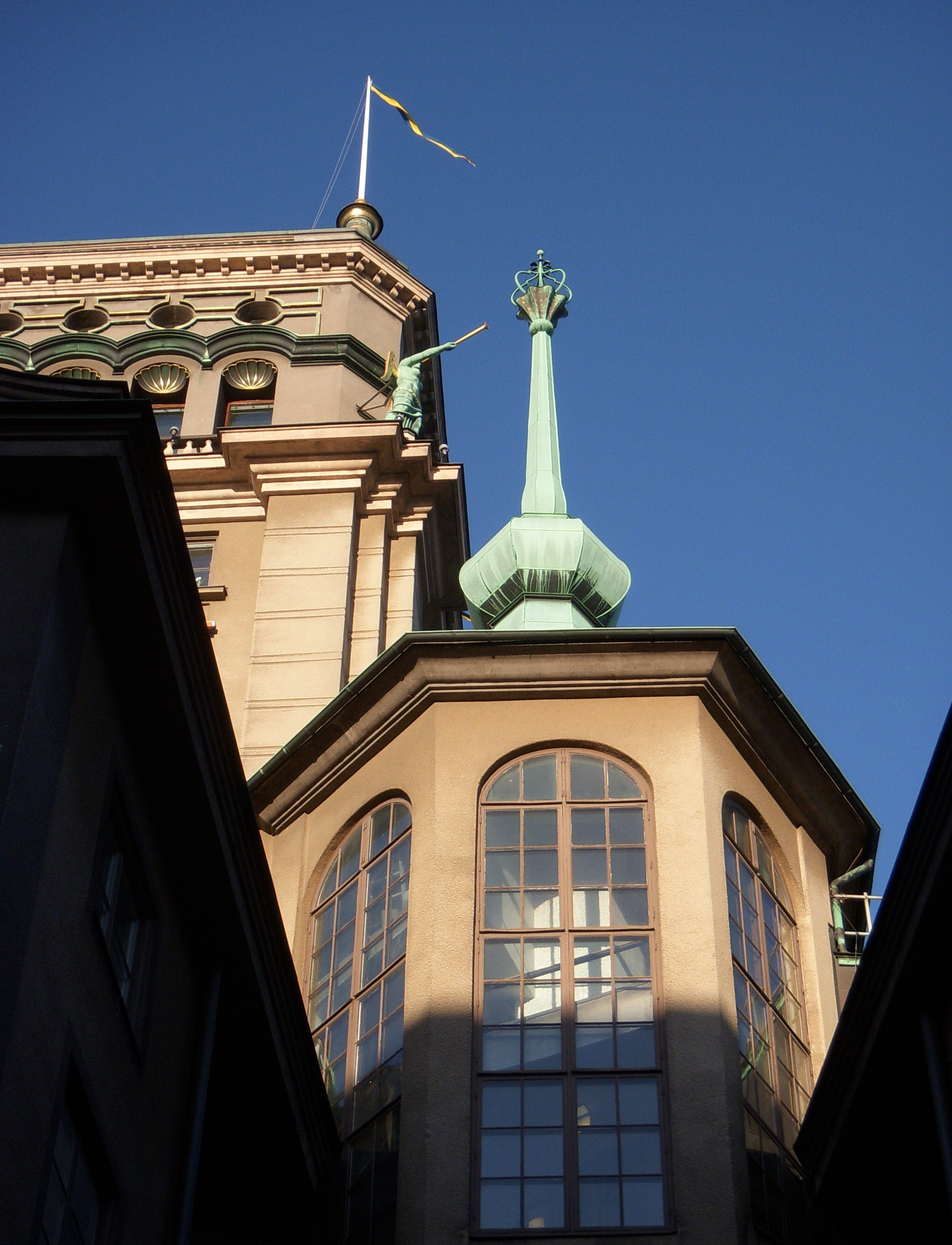
La tour sud, détail.
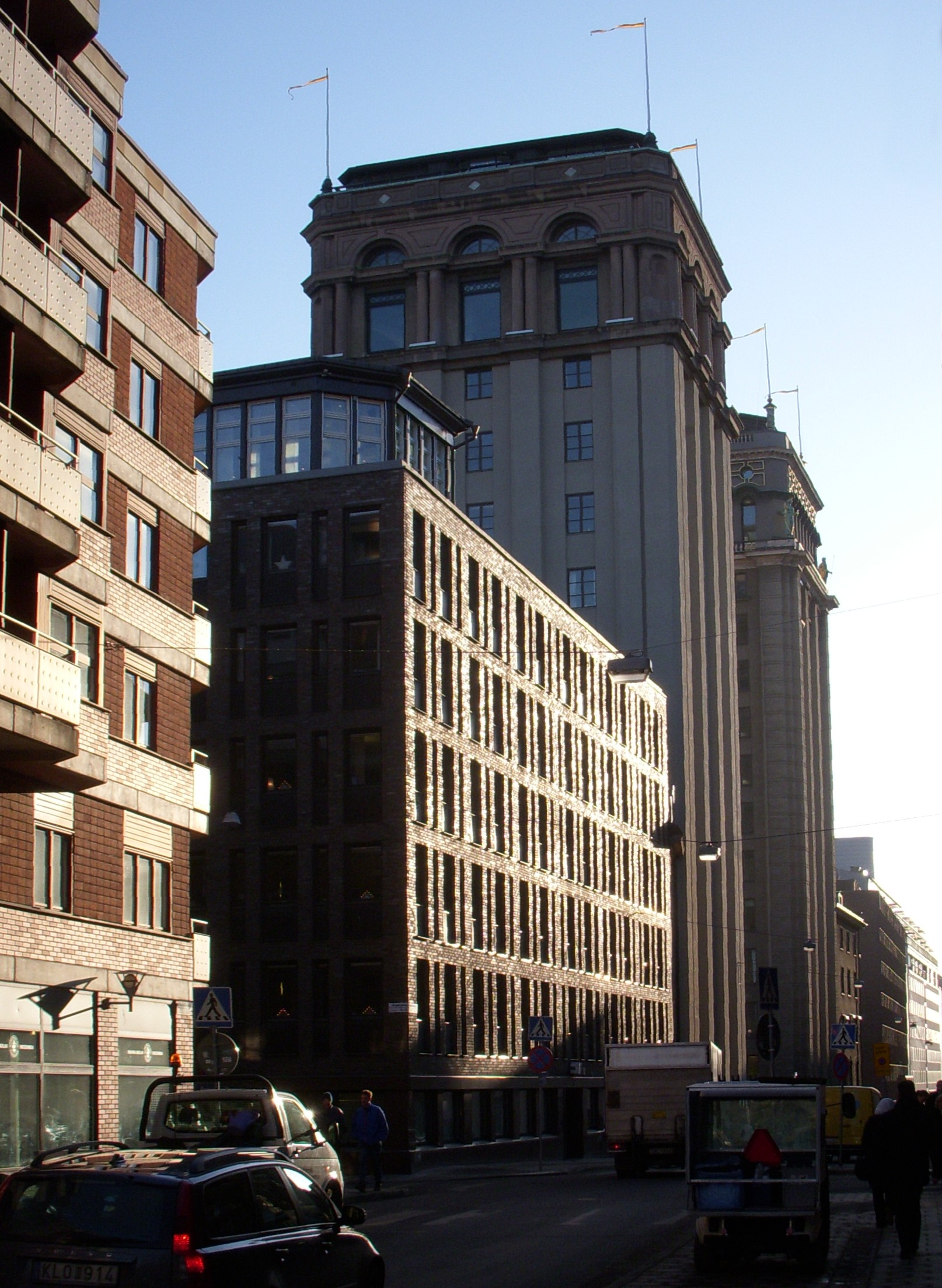
Les deux tours en janvier 2009.